# Pauvre Pierrot
Pauvre Pierrot (Em tradução livre para o português: Pobre Pierrot) é um curta-metragem de animação francês de 1892 dirigido por Charles-Émile Reynaud. Consiste de 500 imagens pintadas individualmente e possui, originalmente, cerca de 15 minutos. A versão original é considerada um filme perdido. Não existem cópias, pois Reynaud jogou as imagens no Rio Sena. No entanto, de acordo com o IMDb, há uma reconstituição de 1996 com 4 minutos. Esta versão encontra-se disponível no YouTube.
É um dos primeiros filmes de animação de todos os tempos e foi o primeiro a ser exibido por meio do Praxinoscópio modificado de Reynaud, ao lado de Le Clown et ses chiens e Un bon bock, tendo sido exibido em Outubro de 1892, quando Reynaud inaugurou seu Teatro Ótico no Museu Grévin. Também se acredita ser o primeiro a usar filmes perfurados. A performance combinada destes três filmes é conhecida como Pantomimes Lumineuses. Estas foram as primeiras imagens animadas exibidas publicamente. Reynaud, em toda a apresentação, foi o manipulador destas, acompanhado por Gaston Paulin ao piano.

## Sinopse
Uma noite Arlequim vai ao encontro de sua amante Colombina. Mas, então, Pierrot bate à porta e os dois se escondem. Pierrot começa a cantar, mas Arlequim o assusta e o pobre homem vai embora.